# Puccinia aristidae
Puccinia aristidae ist eine Ständerpilzart aus der Ordnung der Rostpilze (Pucciniales). Der Pilz ist ein Endoparasit der Europäischen Sonnenwende sowie der Süßgrasgattung Aristida. Symptome des Befalls durch die Art sind Rostflecken und Pusteln auf den Blattoberflächen der Wirtspflanzen. Sie ist in der südlichen Paläarktis verbreitet.

## Merkmale

### Makroskopische Merkmale
Puccinia aristidae ist mit bloßem Auge nur anhand der auf der Oberfläche des Wirtes hervortretenden Sporenlager zu erkennen. Sie wachsen in Nestern, die als gelbliche bis braune Flecken und Pusteln auf den Blattoberflächen erscheinen.

### Mikroskopische Merkmale
Das Myzel von Puccinia aristidae wächst wie bei allen Puccinia-Arten interzellulär und bildet Saugfäden, die in das Speichergewebe des Wirtes wachsen. Die zylindrischen Aecien der Art besitzen 18–21 × 15–18 µm große, hyaline Aeciosporen mit warziger Oberfläche. Die zimtbraunen Uredien des Pilzes wachsen oberseitig in Linien auf den Wirtsblättern. Ihre goldbraunen Uredosporen sind 25–33 × 18–23 µm groß, breitellipsoid bis ellipsoid und warzig. Die beid- oder überwiegend blattoberseitig wachsenden Telien der Art sind schwärzlich, pulverig und früh offenliegend. Sie wachsen in Reihen und fließen oft in bis zu 5 mm langen Strichen zusammen. Die hell kastanienbraunen Teliosporen sind zweizellig, länglich bis breitellipsoid und 40–58 × 20–27 µm groß. Ihre Stiele sind farblos und bis zu 175 µm lang.

## Artabgrenzung
Sehr ähnlich ist Puccinia subnitens, besonders seine Uredosporen, der  von  einigen Autoren als Synonym zu Puccinia aristidae angesehen wird. Cummins sieht ihn allerdings als eigenständige Art.

## Verbreitung
Während das bekannte Verbreitungsgebiet von Puccinia aristidae var. aristidae sich von Afghanistan bis nach Nordafrika erstreckt, ist Puccinia aristidae var. chaetariae in Nord- und Südamerika, Indien und Afrika verbreitet.

## Ökologie
Die Wirtspflanzen von Puccinia aristidae sind für den Haplonten Europäische Sonnenwenden (Heliotropium europaeum) und Vertreter der Fuchsschwanzgewächse und Wunderblumengewächse sowie verschiedene Aristida-Arten für den Dikaryonten. Der Pilz ernährt sich von den im Speichergewebe der Pflanzen vorhandenen Nährstoffen, seine Sporenlager brechen später durch die Blattoberfläche und setzen Sporen frei. Die Art verfügt über einen Entwicklungszyklus mit Telien, Uredien, Aecien und Spermogonien und macht einen Wirtswechsel durch.
Puccinia aristidae wird in der Literatur auch als Erreger auf Spinat und Rübe beschrieben, allerdings wird nicht zwischen Puccinia aristidae und Puccinia subnitens unterschieden.